# 全叉三宅蝦蛄
全叉三宅蝦蛄（学名：Miyakea holoschista）为蝦蛄科三宅蝦蛄屬下的一个种。